# Srakovlje
Srakovlje je naselje u slovenskoj Općini Kranju. Srakovlje se nalazi u pokrajini Gorenjskoj i statističkoj regiji Gorenjskoj. 

## Stanovništvo
Prema popisu stanovništva iz 2002. godine naselje je imalo 88 stanovnika.